# Giardino botanico delle Alpi Orientali
Il giardino botanico delle Alpi Orientali  si trova sul versante settentrionale del monte Faverghera, nel settore orientale delle Prealpi bellunesi.

## Territorio
Copre un'area di circa 6,25 ettari all'interno della riserva naturale Monte Faverghera, ad una altitudine tra i 1400 ed i 1600 m s.l.m.

## Specie presenti
Physoplexis comosa, Paederota lutea, Paederota bonarota, Moehringia glaucovirens, Arenaria huteri, Wulfenia carinthica, Rhodothamnus chamaecistus.

## Accessi
Per raggiungere l'orto botanico si hanno due possibilità
1) salire dal piazzale del Nevegal in seggiovia fino al rifugio "Brigata Cadore" (chiuso da qualche anno) e da lì scendere a piedi in una facile passeggiata per circa 10 minuti lungo un semplice sentiero.
2) salire in auto fino al rifugio "La Casera", proseguendo per circa 20 minuti, su un facile sentiero panoramico da cui si ha una splendida vista sulla Valbelluna, sul lago di Santa Croce, sull'Alpago e sul Cansiglio.

## Galleria d'immagini

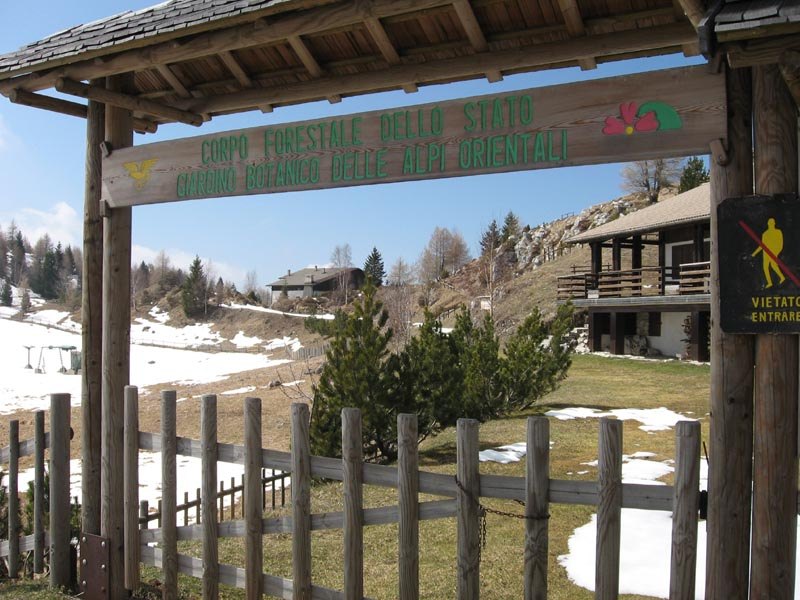
L'ingresso del giardino
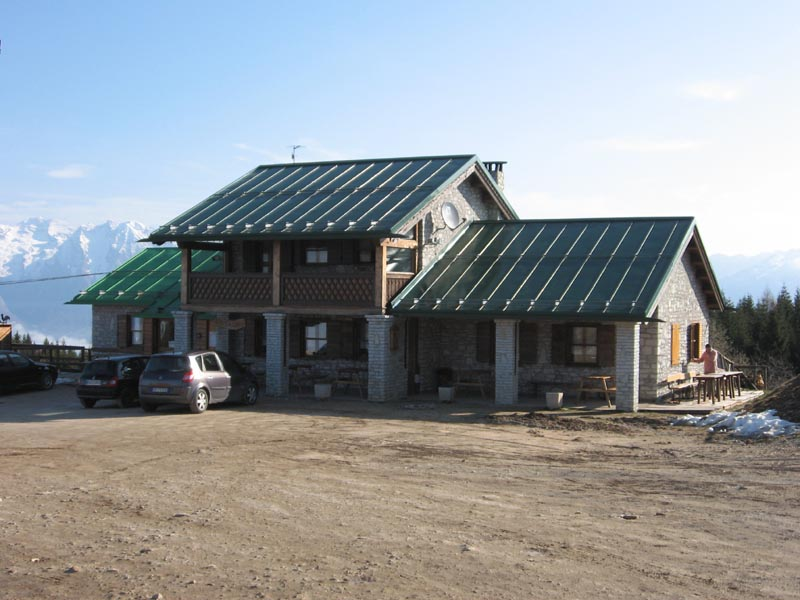
Il ristorante La Casera
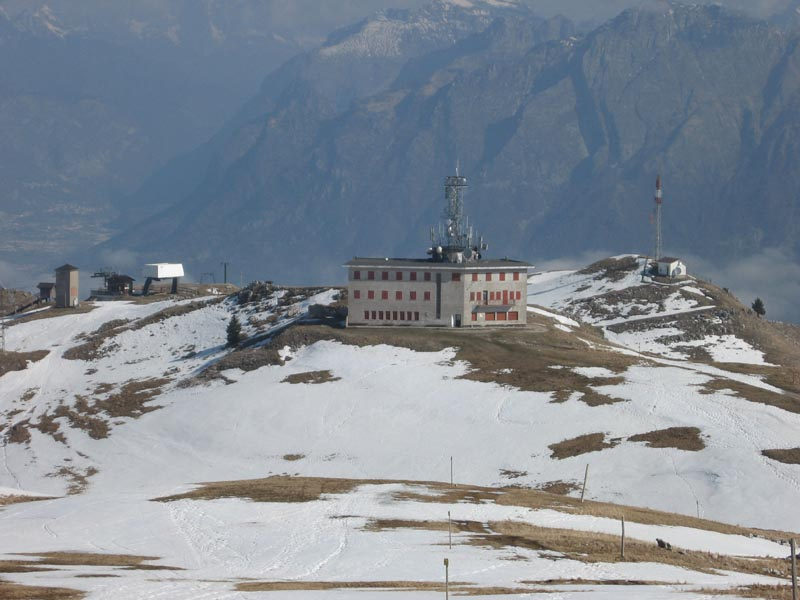
Il rifugio Brigata Cadore
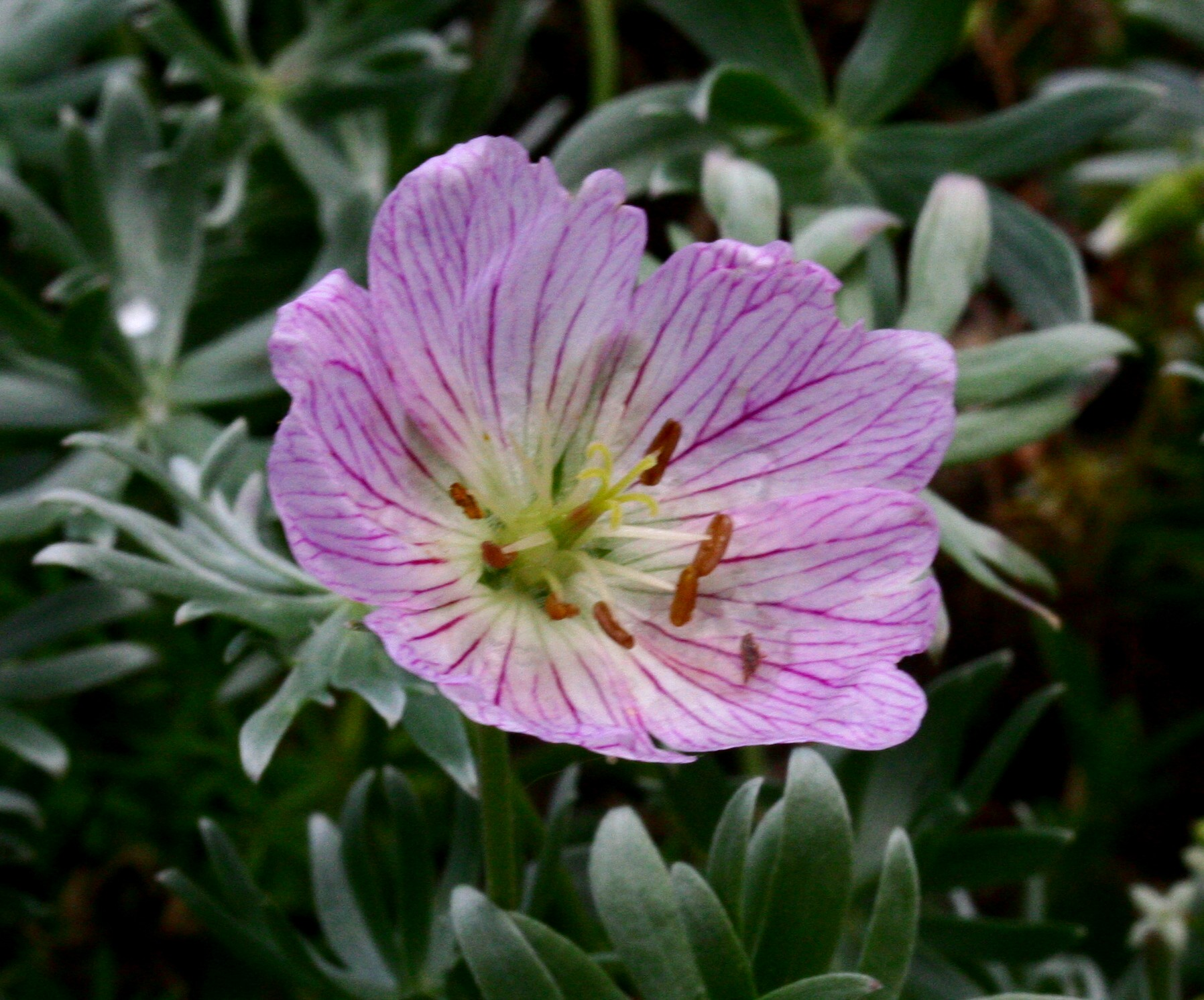
Un geranio argentino nel giardino botanico